# 印第賽車系列賽
印第賽車系列賽，目前在赞助下被称为NTT印第賽車系列賽，是北美地区的单座頂級開輪式賽車賽事，由印第賽車主辦。系列賽的焦點賽為每年舉辦的印第安納波利斯500賽。

## 概述
1996年，印第安納波利斯賽車場老闆托尼·乔治創立印第賽車聯盟（Indy Racing League），並將著名賽事印第安納波利斯500從CART（後為冠軍賽車世界系列）賽季分離，形成印第賽車聯盟和CART兩大北美開輪式賽車賽事的對立。
賽事從2003年起正式採用印第賽車系列賽（IndyCar Series）名稱。2008年賽季起與冠軍賽車世界系列統合成單一賽事。服裝品牌Izod為系列賽2010至2013賽季的冠名贊助商。2014至2018賽季，威訊通訊為系列賽的冠名贊助商。日本通訊公司NTT在2019賽季起成為系列賽的冠名贊助商。
現時印第賽車於每年3月開始賽季，並不遲於9月完成賽季，以避免與同於9月開季的NFL賽期有衝突。

## 賽車規格
印第賽車系列賽允許製造商開發不同類型的引擎，而每車隊都使用相同的底盤。目前，達拉拉為所有車隊提供規範的底盤，而本田和雪佛蘭則為車隊提供不同的引擎。

### 車身
達拉拉為系列賽的唯一底盤供應商。2012賽季起採用第四代底盤達拉拉DW12，名稱紀念在2011年拉斯維加斯賽事中意外逝世的車手丹·威尔顿。
可供設定的「空氣動力套裝」（Aero Package）分為三種：用於公路/街道賽道的「公路賽道套裝」，用於低速橢圓賽道的「短橢圓賽道套裝」，以及用於高速橢圓賽道的「Superspeedway套裝」。其中以「Superspeedway套裝」提供最少下壓力，務求使賽車達致極速。賽車機翼角度有調校限度，格尼襟翼則可以自由調校。
2015至2017年間，車隊使用由兩引擎供應商本田和雪佛蘭提供包括前翼、尾翼、側翼和引擎罩的「空氣動力套裝」。因應開發成本增加及雪佛蘭套裝的優勢，2018賽季起重新採用統一的達拉拉「空氣動力套裝」。

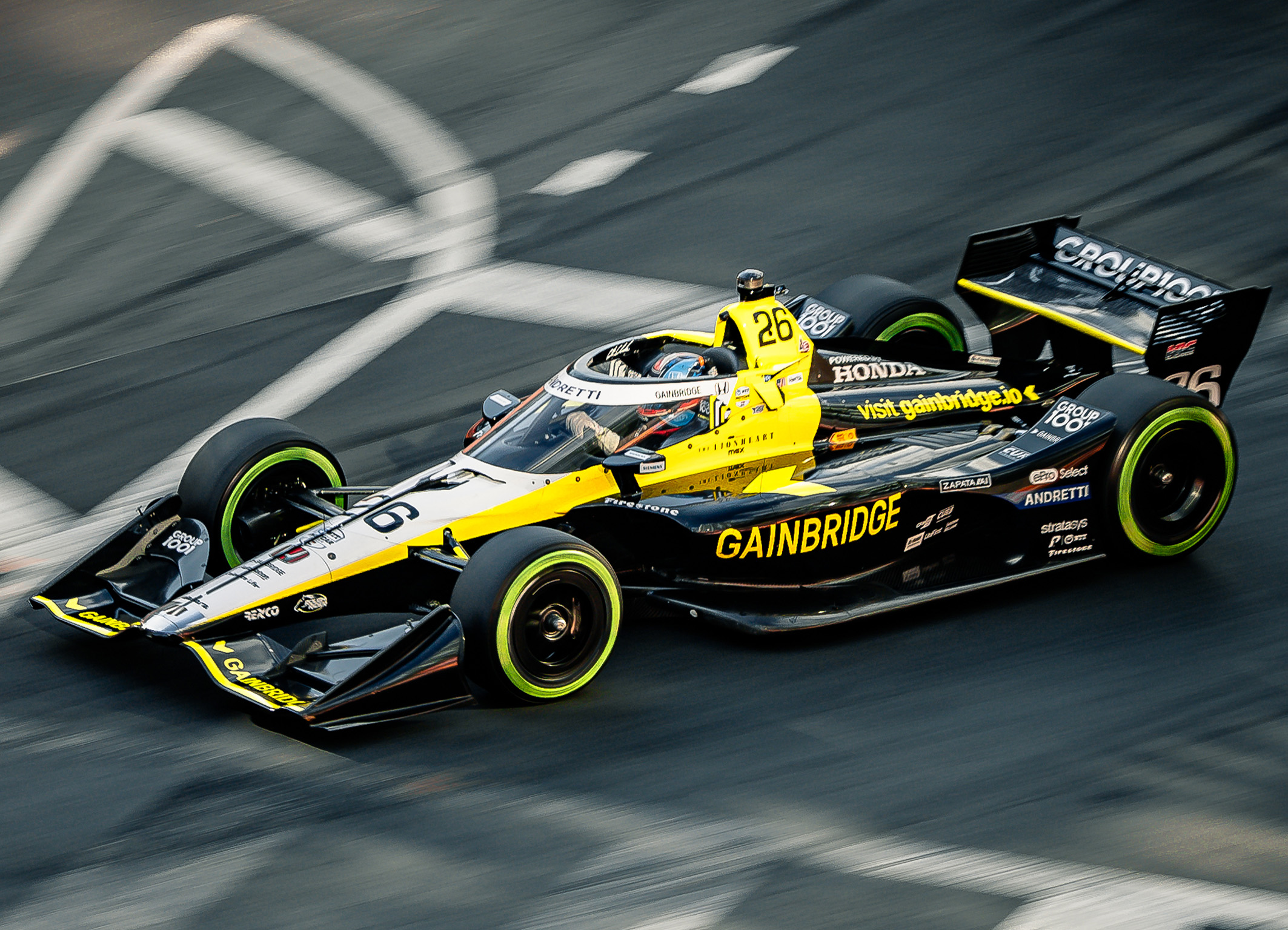
裝上「公路賽道套裝」的賽車
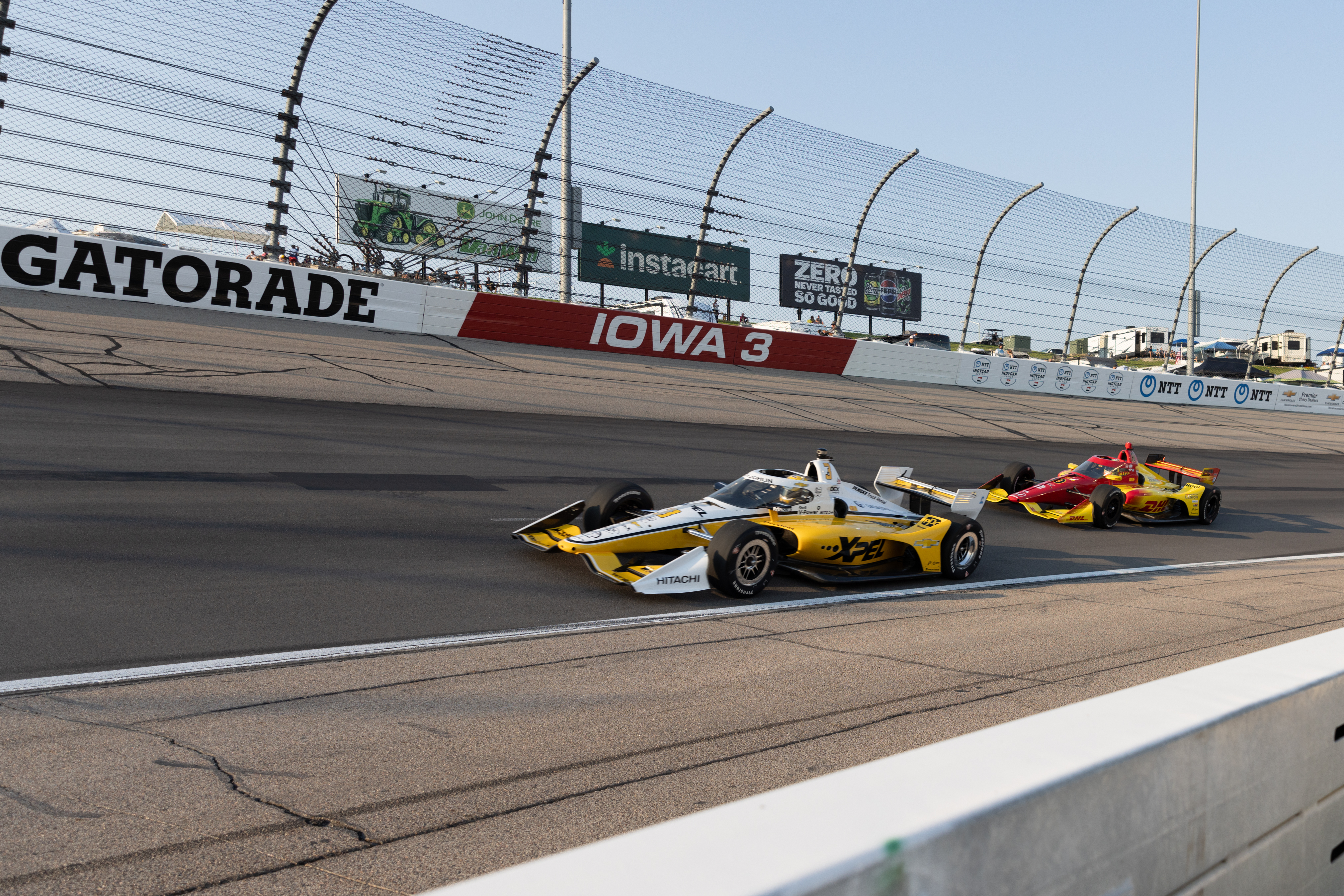
裝上「短橢圓賽道套裝」的賽車
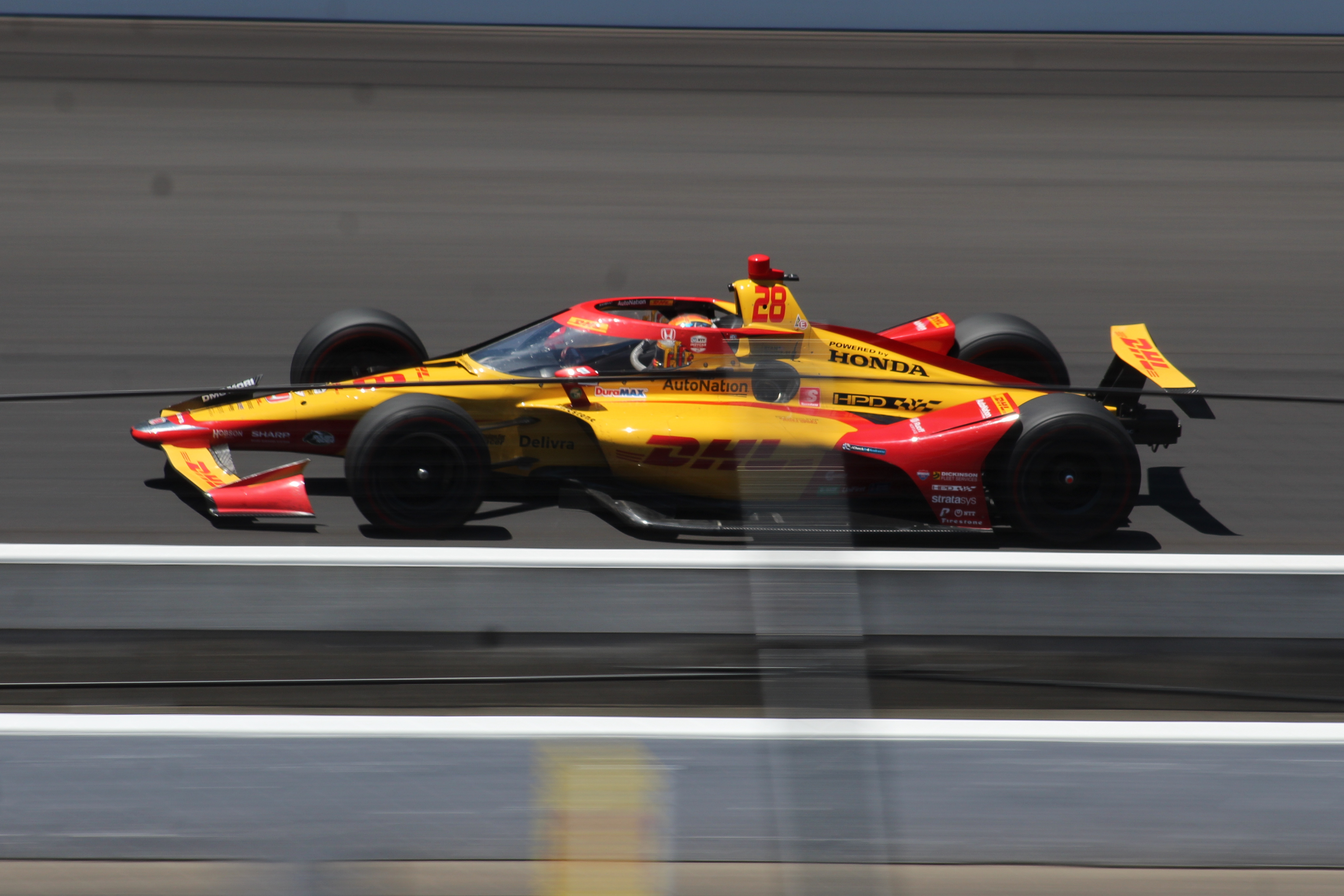
裝上「Superspeedway套裝」的賽車

### 輪胎

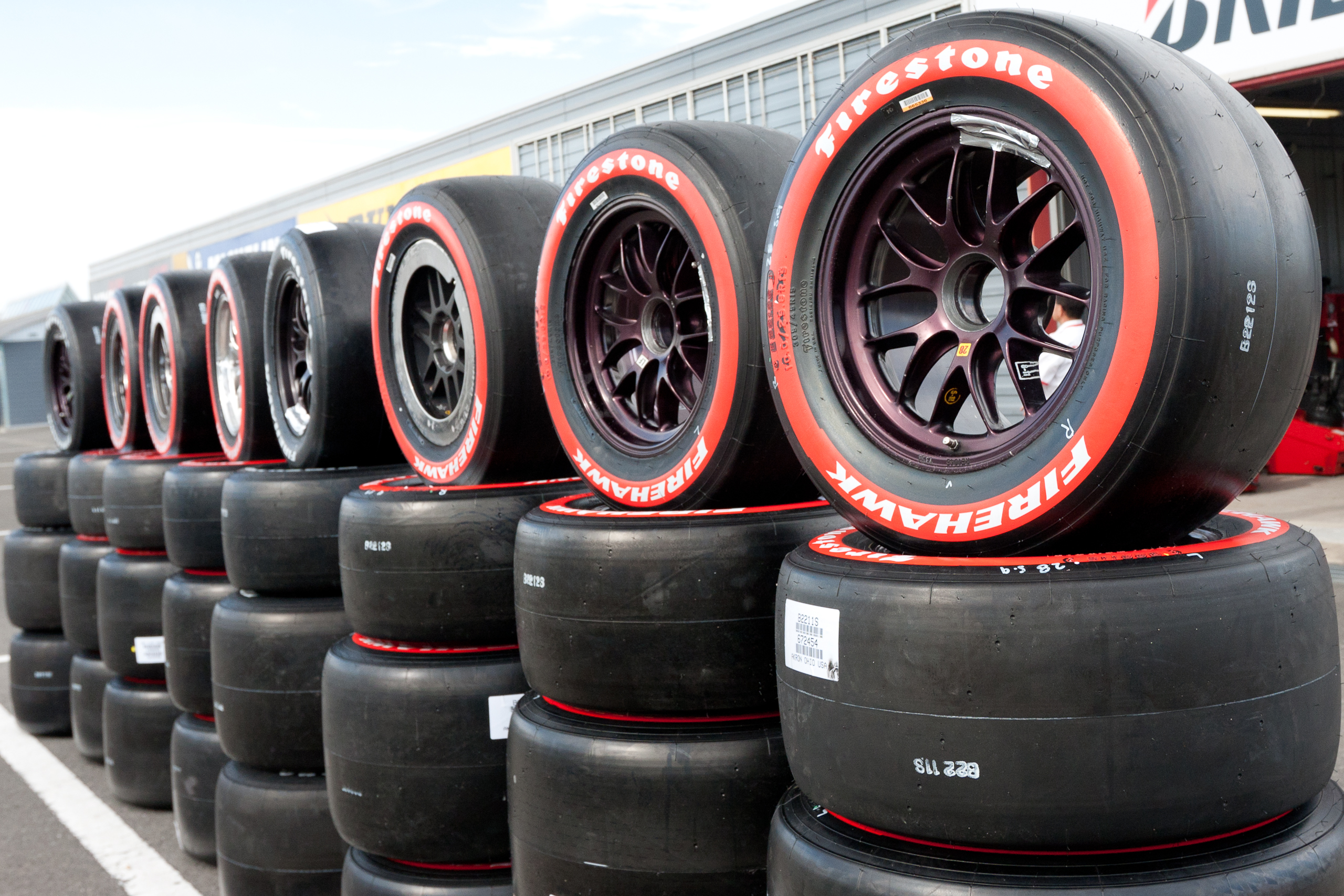
輪胎壁為紅色的凡士通軟胎

凡士通是目前系列賽自2000賽季的唯一輪胎供應商。1996至1999賽季間，固特異也曾提供輪胎給幾支車隊。
現時輪框尺寸爲10x15吋（前輪）和14x15吋（後輪）。在專用/市街賽道上會提供軟胎（Alternate）和硬胎（Primary）兩種光頭胎規格，以及用於濕地的雨胎。在橢圓賽道上則會提供適合賽道的單種規格。

### 保護裝置
2020賽季起用的駕駛倉保護裝置結合了一級方程式賽車規定的Halo和紅牛先進科技（Red Bull Advanced Technologies）提供的強化擋風玻璃Aeroscreen，以減低碎片擊傷車手頭部的風險。

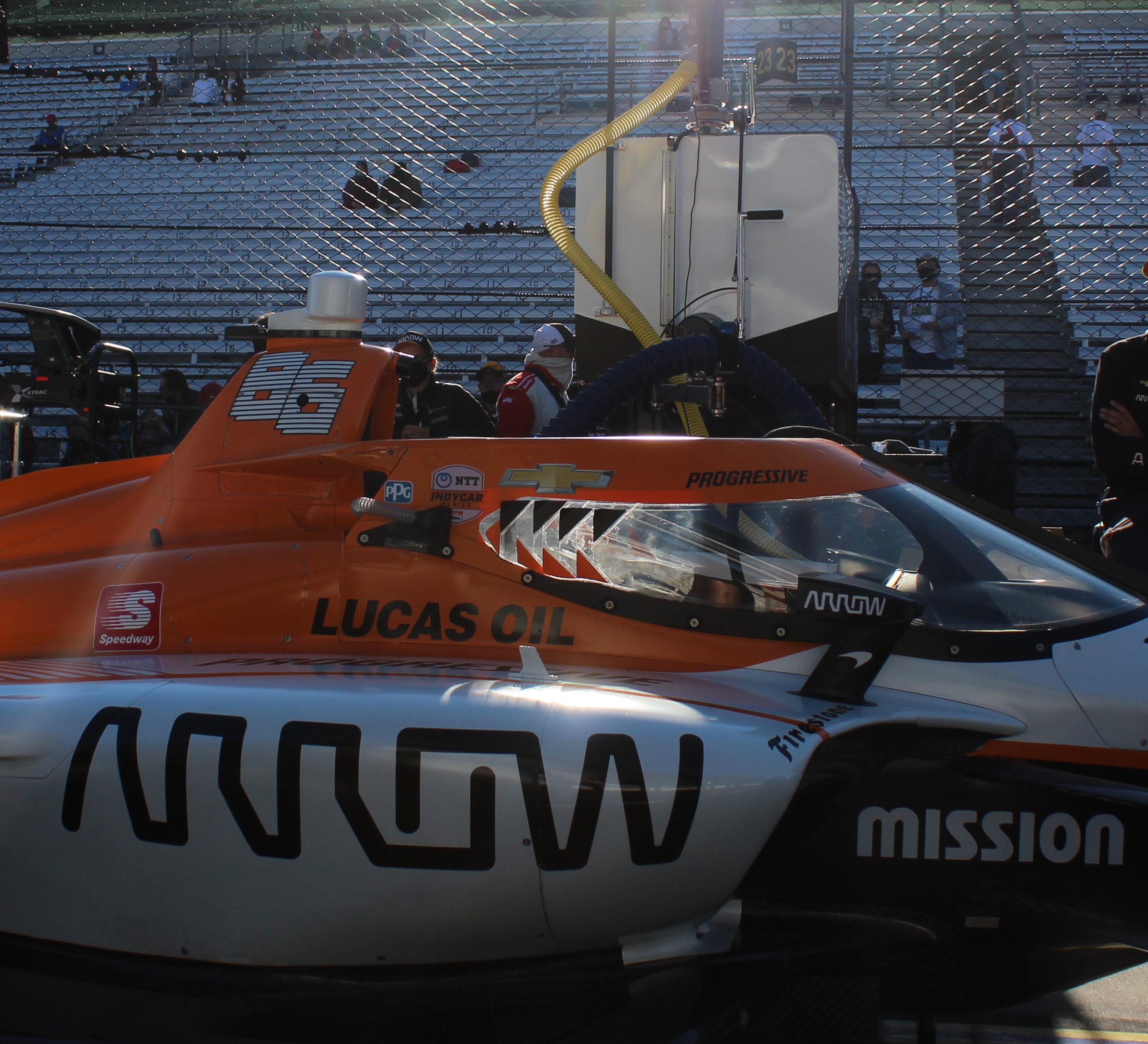
胡安·帕布羅·蒙托亞戰車上的Aeroscreen

### 引擎

#### 第一世代（1996年）
印第賽車聯盟首賽季使用和CART相同的引擎規格。該賽季大部分車隊選擇裝上較舊的福特-考斯沃斯V8引擎，其餘車隊除一隊外都選擇裝上别克-默納德V6引擎。

#### 第二世代（1997至2011年）
1997賽季起所有車都由奧茲摩比或日產製造的4.0公升V8引擎驅動。
2000賽季起引擎排量由4.0公升降至3.5公升，但無需再是量產引擎。因應接連的撞車事故，2004年印第安納波利斯500起再把引擎排量降至3.0公升，從而降低賽車的最高速度。

#### 第三世代（2012年至今）
達拉拉為所有車隊提供規範的底盤，由本田和雪佛蘭為車隊提供2.2升V6渦輪增壓引擎（莲花汽车曾於2012及2013賽季提供由Judd研發的引擎）。 Push-to-Pass超車系統自2012年多倫多站起獲重新採用，提供額外60 hp（45 kW）的動力輸出。
2024賽季中段賽事引入混合動力系統，由雪佛蘭研發的48V 發電機單元（MGU）和本田研發的超級電容器能量儲存系統（ESS）組成，與Push-to-Pass系統一共為賽車給予額外120 hp（89 kW）的動力輸出。

## 賽事形式

### 積分系統
與其他國際汽聯（FIA）舉辦的賽事不同，車手無須完成比賽或達一定的賽程才可得分，所有起步車手即獲得5分積分。另外，取得杆位的車手將獲1分（印第安納波利斯500除外），領先最少一圈的任何車手將獲1分，而領先最多圈數的車手將獲2分。
| 名次 | 冠軍 | 亞軍 | 季軍 | 第4 | 第5 | 第6 | 第7 | 第8 | 第9 | 第10 | 第11 | 第12 | 第13 | 第14 | 第15 | 第16 | 第17 | 第18 | 第19 | 第20 | 第21 | 第22 | 第23 | 第24 | 第25至第33 |
| ---- | ---- | ---- | ---- | --- | --- | --- | --- | --- | --- | ---- | ---- | ---- | ---- | ---- | ---- | ---- | ---- | ---- | ---- | ---- | ---- | ---- | ---- | ---- | ---------- |
| 積分 | 50   | 40   | 35   | 32  | 30  | 28  | 26  | 24  | 22  | 20   | 19   | 18   | 17   | 16   | 15   | 14   | 13   | 12   | 11   | 10   | 9    | 8    | 7    | 6    | 5          |

由於印第安納波利斯500的重要性，排位賽積分以12-11-10-9-8-7-6-5-4-3-2-1-0遞減，2014至2022賽季時車手曾獲發雙倍積分。
賽季完結後得分最多的車手將成為該季的車手冠軍。若有同分情況時，則以分站冠軍數決定名次（若仍未能分出冠軍，則以分站亞軍數決定名次，如此類推）。

### 賽道
舉行印第賽車系列賽賽事的賽道大致分為三種：專用賽道、市街賽道、橢圓賽道。
- 專用賽道：為專設的賽車跑道，佔現時賽程的大多數，而且多為FIA第二級別的賽道。
- 市街賽道：以一般的市街道路或公園內的環園道路為基礎，在兩旁加裝一些緩衝或安全防護設施後用以進行比賽的場地。
- 橢圓賽道：這種彎道少且外傾的賽道，令賽車可以極速跑完一圈（印第安納波利斯賽車場的彎道外傾角度為9.2°）。

印第賽車系列賽曾經舉辦多個海外賽事，例如巴西聖保羅街道賽、日本茂木雙環賽道等。自2012年起，印第賽車系列賽便不曾在北美洲以外舉辦賽事。
- 專用賽道
- 市街賽道
- 橢圓賽道
- 同為專用及橢圓賽道的印第安納波利斯賽車場

### 排位
印第賽車系列賽的排位方式因賽道或賽事而異：
- 專用/市街賽道：排位賽分為三回合，第一回合以最後練習賽中各車手造出的時間再細分兩組。
  - 第一回合：車手在10分鐘時限内造出最快單圈，每組最快6位車手將晉身第二回合。餘下車手會按組別分起跑位置：第一組車手會獲發單數位置（13，15，17等），第二組車手會獲發雙數位置（14，16，18等）。
  - 第二回合：車手在10分鐘時限内造出最快單圈，最快6位車手將晉身第三回合。餘下車手會於第7至第12位起跑。
  - Firestone Fast Six（第三回合）：車手在6分鐘時限内造出單圈最快時間，爭奪第1（杆位）至第6位起跑。
- 橢圓賽道：車手以積分榜的倒序開始排位。各車手以連續兩圈的平均圈速排名。
- 印第安納波利斯500：車手以抽籤決定排位順序。各車手以連續四圈的平均圈速排名。其後車手可以在排位賽第一日完結前繼續再造四圈平均圈速，他們可以在快線排隊，以便立即成為下一位出場車手，但是之前造出的圈速會被刪除。
  - 排位賽第一日將鎖定起跑位置第13至第30位，最快12位車手將晉身第二回合，第31位以下的車手則進入復活賽（Last Chance Qualifying）。
  - 排位賽第二日將舉行第二、第三回合和復活賽。
    - 復活賽：決定第31至第33位的起跑位置，車手在時限内造出一次四圈平均圈速，若車手嘗試再造一次四圈平均圈速，之前造出的圈速會被刪除。
    - 第二回合：車手以第一回合圈速的倒序開始排位。各車手以連續四圈的平均圈速排名，最快6位車手將晉身第三回合。餘下車手會於第7至第12位起跑。
    - Firestone Fast Six（第三回合）：車手以第二回合圈速的倒序開始排位。各車手以連續四圈的平均圈速排名，爭奪第1（杆位）至第6位起跑。

### 起跑方式
系列賽採用滾動式起跑（Rolling Start），車手在暖胎圈結束前以兩列並排（印第安納波利斯500中以三列並排）低速駕駛，直至綠旗揚起宣示起跑車手才加速。
2013及2014年賽季曾試行於部分賽事採用靜態式起跑（Standing Start）（2013年多倫多雙賽及候斯頓雙賽、2014年印第安納波里斯公路賽），但因屢次於起跑時有賽車熄火後發生意外而停用。

## 車隊
| 2025年全職車隊           | 英文名                         | 引擎供應商 | 所在地                               | 創始年 |
| ------------------------ | ------------------------------ | ---------- | ------------------------------------ | ------ |
| A. J. 弗伊特企業         | A. J. Foyt Enterprises         | 雪佛兰     | 德克薩斯州 沃勒                      | 1965   |
| 安德烈提環球車隊         | Andretti Global                | 本田       | 印第安納州 印第安納波利斯            | 1993   |
| 艾睿麥拿倫               | Arrow McLaren                  | 雪佛兰     | 印第安納州 印第安納波利斯            | 2001   |
| 奇普·加納西車隊          | Chip Ganassi Racing            | 本田       | 印第安納州 印第安納波利斯            | 1990   |
| 戴爾·科恩車隊            | Dale Coyne Racing              | 本田       | 伊利諾伊州 普蘭菲爾德                | 1984   |
| 艾德·卡彭特車隊          | Ed Carpenter Racing            | 雪佛兰     | 印第安納州 印第安納波利斯            | 2012   |
| 匈科斯·霍林格車隊        | Juncos Hollinger Racing        | 雪佛兰     | 印第安納州 印第安納波利斯            | 1997   |
| 迈耶·尚克车队            | Meyer Shank Racing             | 本田       | 俄亥俄州 帕他斯卡拉                  | 1989   |
| 普雷马车队               | Prema Racing                   | 雪佛兰     | 意大利 威尼托大區 格里西尼亞諾迪佐科 | 1983   |
| 拉哈尔·莱特曼·拉尼根车队 | Rahal Letterman Lanigan Racing | 本田       | 印第安納州 宰恩斯維爾                | 1991   |
| 潘世奇车队               | Team Penske                    | 雪佛兰     | 北卡羅萊納州 麼斯維爾                | 1968   |

## 歷屆冠軍
| 1996    | 斯科特·夏普         | 28 | 11 | A. J. 弗伊特企業    | Lola    | 考斯沃斯 | 未頒發   | 未頒發            | 未頒發             |
| 1996    | Buzz Calkins        | 25 | 12 | Bradley Motorsports | Reynard | 考斯沃斯 | 未頒發   | 未頒發            | 未頒發             |
| 1996–97 | 托尼·斯圖爾特       | 26 | 2  | Team Menard         | G-Force | 奧茲摩比 | 奧茲摩比 | Jim Guthrie       | 阿里·卢安迪克      |
| 1998    | 肯尼·布拉克         | 32 | 14 | A. J. 弗伊特企業    | 達拉拉  | 奧茲摩比 | 奧茲摩比 | Robby Unser       | 阿里·卢安迪克      |
| 1999    | Greg Ray            | 33 | 2  | Team Menard         | 達拉拉  | 奧茲摩比 | 奧茲摩比 | Scott Harrington  | Scott Goodyear     |
| 2000    | Buddy Lazier        | 32 | 91 | Hemelgarn Racing    | 達拉拉  | 奧茲摩比 | 奧茲摩比 | Airton Daré       | 小阿爾·昂瑟        |
| 2001    | 小山姆·霍尼斯       | 22 | 4  | Panther Racing      | 達拉拉  | 奧茲摩比 | 奧茲摩比 | Felipe Giaffone   | 萨拉·玛利亚·费舍尔 |
| 2002    | 小山姆·霍尼斯 (2)   | 23 | 4  | Panther Racing      | 達拉拉  | 雪佛兰   | 雪佛兰   | Laurent Rédon     | 萨拉·玛利亚·费舍尔 |
| 2003    | 斯科特·狄克遜       | 23 | 9  | 奇普·加納西車隊     | G-Force | 丰田     | 丰田     | 丹·威尔顿         | 萨拉·玛利亚·费舍尔 |
| 2004    | 托尼·卡納安         | 29 | 11 | 安德雷蒂格林車隊    | 達拉拉  | 本田     | 本田     | 松浦孝亮          | 小山姆·霍尼斯      |
| 2005    | 丹·威尔顿           | 27 | 26 | 安德雷蒂格林車隊    | 達拉拉  | 本田     | 本田     | 丹妮卡·派翠克     | 丹妮卡·派翠克      |
| 20063   | 小山姆·霍尼斯 (3)   | 27 | 6  | 潘世奇车队          | 達拉拉  | 本田     | 未頒發   | 馬可·安德雷蒂     | 丹妮卡·派翠克      |
| 2007    | 達里奧·弗朗奇蒂     | 34 | 27 | 安德雷蒂格林車隊    | 達拉拉  | 本田     | 未頒發   | 瑞恩·亨特-雷伊    | 丹妮卡·派翠克      |
| 2008    | 斯科特·狄克遜 (2)   | 28 | 9  | 奇普·加納西車隊     | 達拉拉  | 本田     | 未頒發   | 武藤英紀          | 丹妮卡·派翠克      |
| 2009    | 達里奧·弗朗奇蒂 (2) | 36 | 10 | 奇普·加納西車隊     | 達拉拉  | 本田     | 未頒發   | Raphael Matos     | 丹妮卡·派翠克      |
| 2010    | 達里奧·弗朗奇蒂 (3) | 37 | 10 | 奇普·加納西車隊     | 達拉拉  | 本田     | 未頒發   | 亞歷克斯·勞埃德   | 丹妮卡·派翠克      |
| 2011    | 達里奧·弗朗奇蒂 (4) | 38 | 10 | 奇普·加納西車隊     | 達拉拉  | 本田     | 未頒發   | 詹姆斯·辛奇克里夫 | 丹·威尔顿          |
| 2012    | 瑞恩·亨特-雷伊      | 31 | 28 | 安德烈提車隊        | 達拉拉  | 雪佛兰   | 雪佛兰   | 西蒙·佩格诺       | 詹姆斯·辛奇克里夫  |
| 2013    | 斯科特·狄克遜 (3)   | 33 | 9  | 奇普·加納西車隊     | 達拉拉  | 本田     | 雪佛兰   | 特里斯坦·沃捷     | 托尼·卡納安        |
| 2014    | 威爾·鮑爾           | 33 | 12 | 潘世奇车队          | 達拉拉  | 雪佛兰   | 雪佛兰   | 卡洛斯·穆尼奥斯   | 胡安·帕布羅·蒙托亞 |
| 2015    | 斯科特·狄克遜 (4)   | 35 | 9  | 奇普·加納西車隊     | 達拉拉  | 雪佛兰   | 雪佛兰   | 加比·查韦斯       | 賈斯汀·威爾森      |
| 2016    | 西蒙·佩格诺         | 32 | 22 | 潘世奇车队          | 達拉拉  | 雪佛兰   | 雪佛兰   | 亞歷山大·羅西     | Bryan Clauson      |
| 2017    | 约瑟夫·纽加登       | 26 | 2  | 潘世奇车队          | 達拉拉  | 雪佛兰   | 雪佛兰   | 埃德·琼斯         | 康納爾·達利        |
| 2018    | 斯科特·狄克遜 (5)   | 38 | 9  | 奇普·加納西車隊     | 達拉拉  | 本田     | 本田     | 羅伯特·威肯斯     | 詹姆斯·辛奇克里夫  |
| 2019    | 约瑟夫·纽加登 (2)   | 28 | 2  | 潘世奇车队          | 達拉拉  | 雪佛兰   | 本田     | 菲利克斯·羅辛基斯 | 未頒發             |
| 2020    | 斯科特·狄克遜 (6)   | 40 | 9  | 奇普·加納西車隊     | 達拉拉  | 本田     | 本田     | 里努斯·维凯       | 亞歷山大·羅西      |
| 2021    | 亞歷克斯·帕洛       | 24 | 10 | 奇普·加納西車隊     | 達拉拉  | 本田     | 本田     | 斯科特·麥勞夫林   | 罗曼·格罗斯让      |
| 2022    | 威爾·鮑爾 (2)       | 41 | 12 | 潘世奇车队          | 達拉拉  | 雪佛兰   | 雪佛兰   | 克里斯蒂安·伦高   | 未頒發             |
| 2023    | 亞歷克斯·帕洛 (2)   | 26 | 10 | 奇普·加納西車隊     | 達拉拉  | 本田     | 雪佛兰   | 马库斯·阿姆斯特朗 | 未頒發             |
| 2024    | 亞歷克斯·帕洛 (3)   | 27 | 10 | 奇普·加納西車隊     | 達拉拉  | 本田     | 雪佛兰   | 里納斯·倫德奎斯特 | 未頒發             |

### 各範疇獎項
2010年起，系列賽增設了兩個範疇冠軍獎項：橢圓賽道的A. J. 弗伊特獎座，及專用/市街賽道的马里奥·安德烈蒂獎座，以鼓勵車手參加賽事。
| 賽季 | A. J. Foyt 橢圓賽道獎座 | 马里奥·安德烈蒂 專用/市街賽道獎座 |
| ---- | ----------------------- | --------------------------------- |
| 2010 | 達里奧·弗朗奇蒂         | 威爾·鮑爾                         |
| 2011 | 斯科特·狄克遜           | 威爾·鮑爾                         |
| 2012 | 瑞恩·亨特-雷伊          | 威爾·鮑爾                         |

## 冠軍統計
| 車手            | 冠軍次數 | 得冠賽季                           |
| --------------- | -------- | ---------------------------------- |
| 斯科特·夏普     | 1        | 1996                               |
| Buzz Calkins    | 1        | 1996                               |
| 托尼·斯圖爾特   | 1        | 1997                               |
| 肯尼·布拉克     | 1        | 1998                               |
| Greg Ray        | 1        | 1999                               |
| Buddy Lazier    | 1        | 2000                               |
| 小山姆·霍尼斯   | 3        | 2001、2002、2006                   |
| 斯科特·狄克遜   | 6        | 2003、2008、2013、2015、2018、2020 |
| 托尼·卡納安     | 1        | 2004                               |
| 丹·威尔顿       | 1        | 2005                               |
| 達里奧·弗朗奇蒂 | 4        | 2007、2009、2010、2011             |
| 瑞恩·亨特-雷伊  | 1        | 2012                               |
| 威爾·鮑爾       | 2        | 2014、2022                         |
| 西蒙·佩格诺     | 1        | 2016                               |
| 約瑟夫·紐加登   | 2        | 2017、2019                         |
| 亞歷克斯·帕洛   | 3        | 2021、2023、2024                   |

## 外部連結
- 官方网站
- 印第安纳波利斯500的官方网站 （页面存档备份，存于）